# Исаковка (Асановский сельский округ)
Исаковка (каз. Исаковка) — упразднённое село в Кызылжарском районе Северо-Казахстанской области Казахстана. Входило в состав Асановского сельского округа. Ликвидировано 26 сентября 2002 года.
У восточной границы села находится озеро Большое Долгое. В 1,5 км к юго-востоку от села находится озеро Малое Долгое.

## Население
По данным переписи 1999 года, в селе отсутствовало постоянное население .